# Biggleswade United Football Club
El Biggleswade United Football Club es un club de fútbol con sede en Biggleswade, Bedfordshire, Inglaterra. Afiliados a la Bedfordshire County Football Association, son actualmente miembros de la Spartan South Midland League y juegan en Second Meadow.

## Historia
El club moderno fue establecido el 16 de julio de 1959, aunque había un club anterior con el mismo nombre en los años 20. Se unieron a la Division Three of the North Hertfordshire League, y jugaron en la liga hasta unirse a la Division One of the South Midlands League en 1969.
El club luchó en la liga, terminando al fondo de la Division One en las temporadas 1979-80, 1981-82, 1982-83 y 1983-84, cayendo a la Division Two of the Hertfordshire Senior County League; duraron quince temporadas en la South Midlands League, terminando en la parte inferior de la tabla en cada temporada.
En 1986 el club cambió a la Bedford & District League. Después de ganar la Aubrey Tingey Memorial Cup en la temporada 1988-89, ganaron la Division Two en la 1990-91 (una temporada en la que ganaron también la Diamond Jubilee Cup) y fueron campeones de la Division One la temporada siguiente. Ganaron por primera vez la Britannia Cup en la 1993-94, y el club ganó dos títulos consecutivos de la Premier Division en las temporadas 1994-95 y 1995-96, después fueron promovidos de nuevo a la Division One of the South Midlands League.
Después de ganar la Division One y la Division One Cup en su primera temporada de liga, el club fue colocado en la Senior Division of the new Spartan South Midlands League, resultado de una fusión con la Spartan League; esto fue renombrado Division One en 2001. En la temporada 2001-02 el club ganó la Bedfordshire Senior Cup, y en la 2003-04 ganaron el Bedfordshite Senior Trophy. Después de terminar tercero en la 2004-05 (una temporada en la cual también ganaron la Division One Cup), fueron promovidos a la Premier Division. La temporada siguiente ganaron la Senior Cup por segunda vez.
A finales de octubre de 2014, el periodista español de fútbol, Guillem Balagué, respondió a una solicitud por correo electrónico del presidente del club Chris Lewis, a través del cual Balagué aceptó el papel de director deportivo; Balagué influyó en la firma del ex centrocampista del Espanyol y del Chelsea, Enrique de Lucas.
El 5 de noviembre de 2018, Guillem Balagué pasa a desempeñar el cargo de presidente, quedando Tim Browne y Fran Constancio al mando de las funciones de director deportivo. En esa misma fecha se comunica el cambio de entrenadores, tras aceptar Jimmy Martin la propuesta del Watford F.C para integrarse en su equipo deportivo. Emilio José Gutiérrez y Álex Salvador pasan a ser los primeros entrenadores.
El 22 de Junio el equipo anuncia el fichaje como entrenador de Cristian Colás. El entrenador ya había ocupado el puesto durante tres años (2014/2017), hasta su fichaje por el Staines Town en 2017.

## Estadio
El club ha jugado en el Second Meadow en Farfield Road desde que se reformó en 1959, con el estadio que había sido utilizado por el anterior club. El terreno de Farfield Road del Biggleswade Town estaba ubicado al lado, hasta que se mudaron en 2006.
Un puesto con una mezcla de asientos de banco y de pie se abrió en 1998, y los focos fueron instalados al año siguiente. En 2009 se abrió la grada Steve Matthews de 260 asientos. El estadio tiene una capacidad actual de 2.000 espectadores.

## Palmarés
- Spartan South Midlands League
  - Campeón de la Division One Cup 2004-05

- South Midlands League
  - Campeón de la Division One 1996-97
  - Campeón de la Division One Cup 1996-97

- Bedford & District League
  - Campeón de la Premier Division 1994-95, 1995-96
  - Campeón de la Division One 1991-92
  - Campeón de la Division Two 1990-91
  - Campeón de la Britannia Cup 1993-94, 1994-95, 1995-96
  - Campeón de la Aubrey Tingey Memorial Cup 1988-89
  - Campeón de la Diamond Jubilee Cup 1990-91

- Bedfordshire Senior Cup
  - Campeón 2001-02, 2005-06

- Bedfordshire Senior Trophy
  - Campeón 2003-04

- Bedfordshire Intermediate Cup
  - Campeón 1995-96, 1996-97.

## Récords
- Mejor puesto en FA Cup: Ronda preliminar. 2005-06, 2008-09, 2013-14, 2014-15, 2015-16, 2016-17
- Mejor puesto en FA Vase: Segunda ronda. 2007-08, 2008-09, 2009-10, 2015-16, 2016-17
- Récord de asistencia: 303 vs Dunstable. Spartan South Midlands League Premier Division. 2 de septiembre de 2016.